# Falmark
Falmark är en bebyggelse i Bureå socken i Skellefteå kommun, belägen vid sydöstra delen av Falmarksträsket.
För bebyggelsen norrut Falmark (norra delen) avgränsade SCB en separat småort från 1995 till 2015 då den upplöstes. Den andra mer söderut har klassats som småort sedan 1990 men avregistrerades 2020.
Skellefteå flygplats ligger i området, strax norr om den norra småorten. Falmark är det inofficiella namnet på flygplatsen.  
Vid Falmark har man funnit en bronsåldersboplats från cirka 1000–1300 f.Kr. 
Ortnamnsefterledet -mark i Norra Norrland är vanligen från äldre medeltid eller Folkungatiden, i synnerhet om förledet - Fale, kortform för Fartegn - som i detta fall är ett mansnamn som förekom i förkristen tid.

## Befolkningsutveckling
| Befolkningsutvecklingen i Falmark S8517 (sydliga) 1990–2015 | Befolkningsutvecklingen i Falmark S8517 (sydliga) 1990–2015 | Befolkningsutvecklingen i Falmark S8517 (sydliga) 1990–2015 | Befolkningsutvecklingen i Falmark S8517 (sydliga) 1990–2015 | Befolkningsutvecklingen i Falmark S8517 (sydliga) 1990–2015 |
| ----------------------------------------------------------- | ----------------------------------------------------------- | ----------------------------------------------------------- | ----------------------------------------------------------- | ----------------------------------------------------------- |
|                                                             |                                                             |                                                             |                                                             |                                                             |
| År                                                          |                                                             |                                                             | Folkmängd                                                   | Areal (ha)                                                  |
| 1990                                                        | 1990                                                        |                                                             | 59                                                          | 29#                                                         |
| 1995                                                        | 1995                                                        |                                                             | 70                                                          | 29#                                                         |
| 2000                                                        | 2000                                                        |                                                             | 56                                                          | 29#                                                         |
| 2005                                                        | 2005                                                        |                                                             | 59                                                          | 26#                                                         |
| 2010                                                        | 2010                                                        |                                                             | 56                                                          | 26#                                                         |
| 2015                                                        | 2015                                                        |                                                             | 51                                                          | 60#                                                         |
| Anm.: # Som småort.                                         |                                                             |                                                             |                                                             |                                                             |

| Befolkningsutvecklingen i Falmark (norra delen) S8831 1995–2010 | Befolkningsutvecklingen i Falmark (norra delen) S8831 1995–2010 | Befolkningsutvecklingen i Falmark (norra delen) S8831 1995–2010 | Befolkningsutvecklingen i Falmark (norra delen) S8831 1995–2010 | Befolkningsutvecklingen i Falmark (norra delen) S8831 1995–2010 |
| --------------------------------------------------------------- | --------------------------------------------------------------- | --------------------------------------------------------------- | --------------------------------------------------------------- | --------------------------------------------------------------- |
|                                                                 |                                                                 |                                                                 |                                                                 |                                                                 |
| År                                                              |                                                                 |                                                                 | Folkmängd                                                       | Areal (ha)                                                      |
| 1995                                                            | 1995                                                            |                                                                 | 70                                                              | 17#                                                             |
| 2000                                                            | 2000                                                            |                                                                 | 70                                                              | 17#                                                             |
| 2005                                                            | 2005                                                            |                                                                 | 61                                                              | 19#                                                             |
| 2010                                                            | 2010                                                            |                                                                 | 55                                                              | 19#                                                             |
| Anm.: Ej småort 2015. # Som småort.                             |                                                                 |                                                                 |                                                                 |                                                                 |